# SSC5
SSC5とはテレビ埼玉で放送されている音楽ミニ番組である。『SSC』の由来は、かつてテレビ埼玉で放送されていた『HOT WAVE』の前身にあたる『SOUND SUPER CITY』という音楽番組の略である。

## 放送時間
- 日曜日：4:00 - 4:05
- 月曜日：2:30 - 2:35
- 火曜日：3:30 - 3:35
- 水曜日：3:00 - 3:05
- 木曜日：3:00 - 3:05
- 金曜日：3:30 - 3:35
- 土曜日：3:35 - 3:40

必ず上記の時間帯で放送されるとは限らない。かつては以下の事例による繰り下げによって放送時間が変更する場合があった。
- プロ野球シーズンに18:00 - 21:30に放送されているライオンズアワーとTVSヒットナイターの試合展開時による5分 - 30分の延長
- 毎日22:30 - 23:00に放送されているBACHプラザの15分 - 30分延長